# Clock over ORQUESTA
Clock over ORQUESTA（クロック・オーバー・オルケスタ）は、エイシスが新たに立ち上げたオリジナルコンテンツレーベルのviviONが手掛ける、SNS連動型キャラクターソングプロジェクト。2020年11月10日より告知。
夢の世界「Never↓and」に導かれた男性12人が、願いを叶えるためにバトルロイヤル方式で戦う。各キャラクターは幼少期の姿と成長した姿が設定されており、前者を女性声優が、後者を男性声優が演じる。投票によって結末が左右される仕組みとなっている。
女性声優が少年を演じるコンテンツを制作することを目的に、制作が開始された。企画や、世界観とキャラクター原案を大河ゆのが担当し、本編シナリオは大河ゆの、SNSで公開されるサブストーリーなどは漫画家の三嶋たぬ、シナリオライターのあいざわあつこ（トライファクション）が担当する。

## テーマソング
「CLOQUESTA」
歌手：奥井雅美
作詞：大河ゆの
作曲・編曲：大山曜（ZIZZ STUDIO）

## キャラクターデザイン
- めふぃすと
- トミダトモミ
- 漣ミサ
- 京一
- 白皙
- 黒裄
- 北島あずま
- jin8pati
- 唐々煙
- 烏間ル
- 有坂あこ
- ヤスダスズヒト
- 冬臣
- しきみ

## 楽曲
- 40mP
- 164
- すこっぷ
- John
- ピノキオピー
- 梨本うい
- れるりり
- 湊 貴大（流星P）
- keeno
- Nem
- YASUHIRO（康寛）
- sasakure.UK

## 音楽プロデュース
ZIZZ STUDIO

## 動画
THINGS.

## 企画 / 製作
viviON enter

## CAST
担当声優は、青年（現実の姿）/少年（ネバーランドの姿）の順。
- 朱鷺燈 一夜　山下大輝 / 田村睦心
- 桜小路 二香　森川智之 / 皆川純子
- 小豆沢 三斗　服部想之介 / 白石涼子
- 栗花落 四麻　置鮎龍太郎 / 三瓶由布子
- 音葉 五百助　野田てつろう / 伊瀬茉莉也
- 天馬 六華　村瀬歩 / 金田朋子
- 天馬 七星　日野聡 / 井上麻里奈
- 榊 八色　堀内賢雄 / 朴璐美
- 九重 九日　立花慎之介 / 佐藤利奈
- 不破 十紀人　鳥海浩輔 / 竹内順子
- 春海 一十　山路和弘 / 久川綾
- 朱鷺燈 零士　緑川光 / 緒方恵美

## CD
- アルバム
  - 1st Album Clock over ORQUESTA 「CLOQUESTA」（2021年3月26日発売、規格品番：OHAK-0001/2）
  - 2nd Album Clock over ORQUESTA return match BATTLE all-in「QUATELLA」（2022年11月2日、規格品番：OHAK-0003/4）
- シングル
  - Clock over ORQUESTA First season BATTLE 
    - Vol.01 朱鷺燈一夜【dolente-ドレンテ-】（2021年8月25日発売、規格品番：OHAK-0101）
    - Vol.02 天馬六華【agitato-アジタート-】（2021年8月25日発売、規格品番：OHAK-0106）
    - Vol.03 桜小路二香【elegante-エレガンテ-】（2021年10月13日発売、規格品番：OHAK-0102）
    - Vol.04 天馬七星【giocoso-ジョコーソ-】（2021年10月13日発売、規格品番：OHAK-0107）
    - Vol.05 栗花落四麻【scherzando-スケルツァンド-】（2021年12月1日発売、規格品番：OHAK-0104）
    - Vol.06 九重九日【dolce-ドルチェ-】（2021年12月1日発売、規格品番：OHAK-0109）
    - Vol.07 小豆沢三斗【cantabile-カンタビレ-】（2022年1月19日発売、規格品番：OHAK-0103）
    - Vol.08 音葉五百助【risoluto-リゾルート-】（2022年1月19日発売、規格品番：OHAK-0105）
    - Vol.09 榊八色【marciale-マルチャーレ-】（2022年3月9日発売、規格品番：OHAK-0108）
    - Vol.10 春海一十【pastoso-パストーソ-】（2022年3月9日発売、規格品番：OHAK-0111）
    - Vol.11 不破十紀人【portando-ポルタンド-】（2022年4月27日発売、規格品番：OHAK-0110）
    - Vol.12 朱鷺燈零士【quieto-クイエート-】（2022年4月27日発売、規格品番：OHAK-0112）

  - Clock over ORQUESTA Second season BATTLE
    - Vol.1　f -フォルテ-（2024年2月7日発売、規格品番：OHAK-0005）
    - Vol.2　p -ピアノ-[8]（2024年5月15日発売、規格品番：OHAK-0006）

  - Clock over ORQUESTA Third season BATTLE all for one【matinee -マチネ-】（2024年12月12日発売、規格品番：OHAK-0007）

## コミック
公式X（旧・Twitter）にて更新される。公式サイトでも再掲載されている。また一部はボイスコミック化やボイスドラマ化もされている。
- 第0話 「Alea jacta est! -賽は投げられた-」
- 前日譚 「あなたの願イハなぁニ…？」全12話
- 閑話 「Omnia vanitas -全ては空虚である-」
- 閑話 「Omnia vanitas -全ては空虚である-」主人公たちの選択　全11話
- 本編 First season BATTLE 1on1　全12話
- 幕間 「Quaerens Stella -星を求める-」全6話
- 本編 敗者復活戦 return match BATTLE all-in【QUATELLA】全9話
- 本編 Second season BATTLE 2on2　※「〇話」のみコミカライズ。他はストーリー動画として全7話。
- 番外編 ぷちくろケスタ　現在97話　※MILGRAMとのコラボ漫画の「ぷちミルケスタ」含む。

## アナログゲーム
マーダーミステリー「ひねもす落ちる栗の花」が、アナログゲームレーベル『ADICE』から2024年11月18日頃に発売された。シナリオ・ゲームデザインは大河ゆの、イラストは京一と、三嶋たぬが担当。製作・販売元は株式会社viviON。

## イベント
2023年2月21日から3月21日にかけて、東京メトロ×Clock over ORQUESTA「クロケスタ駅ナカLIVE!!〜新宿・銀座・王子をめぐるバーチャルライブ・ラリー〜」と称した、コラボレーションイベントを開催した。